# أورورا كرمزين

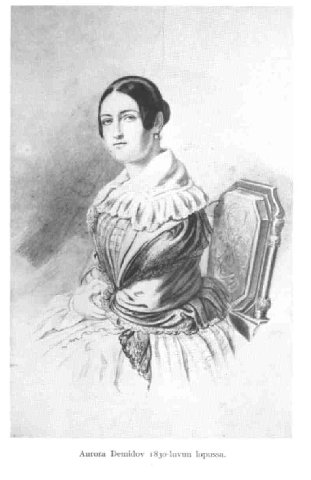
أورورا كـَرَمزين

أورورا كـَرَمزين (Aurora Karamzin؛ أولفيلا، 1 أغسطس 1808 - هلسنكي، 13 مايو 1902) محسنة ومن رواد العمل الخيري في فنلندا. أسست وساندت مختلف الجمعيات الخيرية. اشتهرت باسم الأميرة أورورا ديميدوفا وأورورا كـَرَمزينا، وقد تحصلت على الأسمين واللقب بعد بعد الزواج الأول والثاني على التوالي.

## النشأة والعائلة
ولدت في بيورنيبوري (الآن بوري)، فنلندا، ابنة اللورد كارل يوهان ستييرنفال (مآسكيسكيس، باداسبوكي، هامي، 10 سبتمبر 1764 - فيبورغ (الآن فيبوري)، 6 فبراير 1815)، وهو مسؤول رفيع بإدارة دوقية فنلندا الكبرى، وفي نهاية المطاف حاكم مقاطعة فيبوري. والدتها، التي تزوجها في توركو في 2 أغسطس 1799، البارونة إيفا غوستافا فون فيلبراند (فنلندا، 18 فبراير 1781 - 1 ديسمبر 1844، وهي قريبة بعيد لغوستاف الأول ملك السويد) سرعان ما ترملت، وأصبح زوجة كارل يوهان فالين، اللورد الوكيل لفنلندا.
كان لأورورا أخ أكبر إميل (1806-1890)، وأختان إميلي (1811-1846، تزوجت فلاديمير موسين بوشكين) وألكسندرا (ألين) (فيبورغ (الآن فيبوري)، 4 أكتوبر 1812 - لشبونة، 1 يناير 1851) اقترنت في 4 أغسطس 1839 كزوجته الثانية بخوزيه موريسيو كورييا هنريكي، أول البارون وأول فيسكونت وأول كونت دي سيسال (5 نوفمبر 1802 - 7 فبراير 1874، تزوج أولا في 2 ديسمبر 1820 من لويز أديل كونتيسة باولي شايني (5 فبراير 1799 - 10 أبريل 1838)، رزق منها بابنة واحدة)، وهو دبلوماسي برتغالي، جـُـعل القائد ال76 للجماعة الملكية لسيدتنا من كونسيبسيون فيلا فيسوسا (6 يوليو 1836) - ابن طبيعي لليبرالي الأزوري جوزيه أنسيلمو كورييا هنريكي (توفي في المنفى في باريس، 1831) -، وكانت له معها قضية. كما أن لها ثلاثة اخوة غير أشقاء من زواج والدتها الثاني. أصبح شقيقها إميل ستييرنفال فالين وزير وزير الدولة للفنلندا وأصبح باروناً.

## حياتها

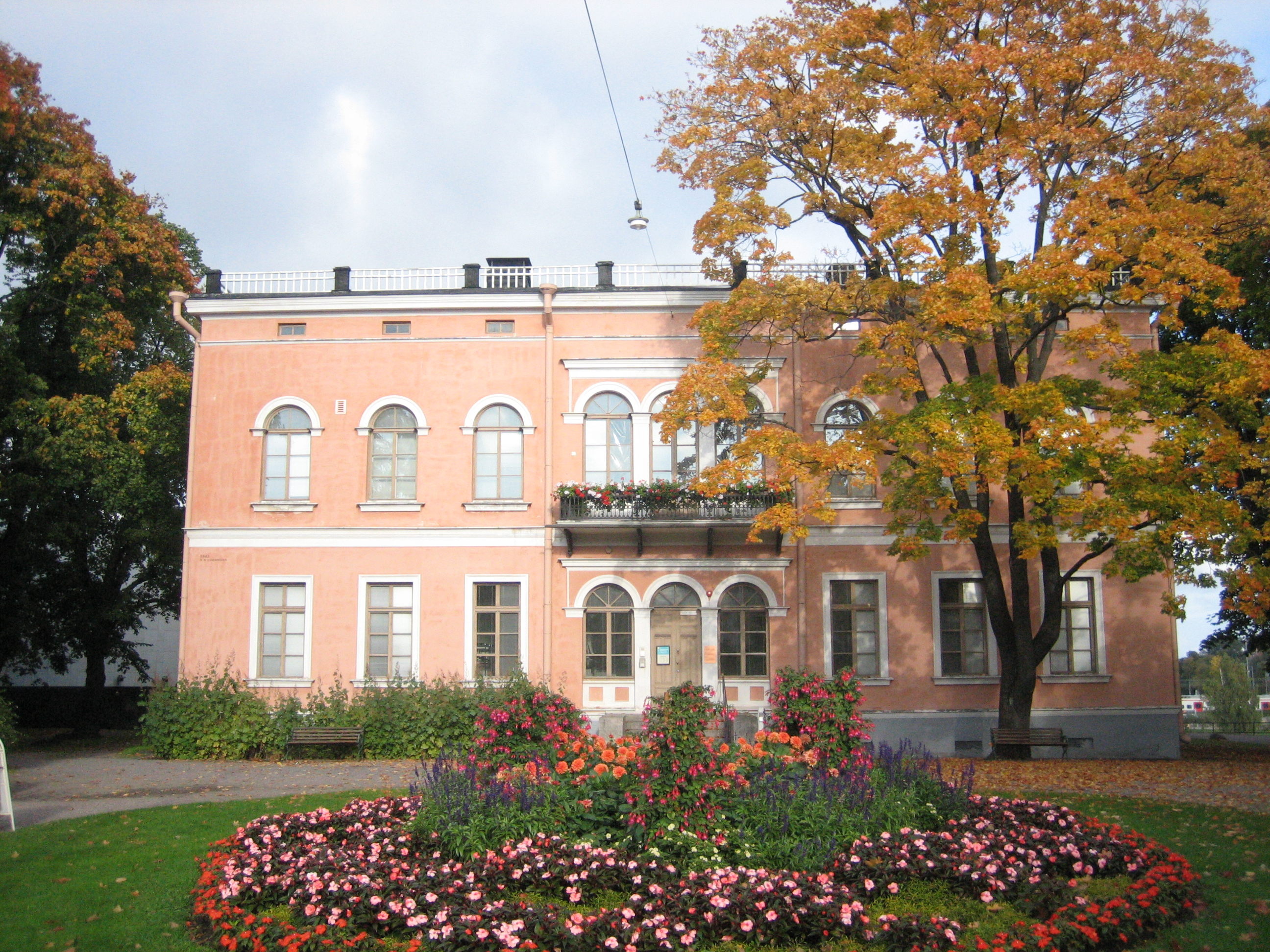
قصر هكاسالمي في مركز هلسنكي حيث قضت أورورا كرمزين أغلب سني حياتها. الآن متحف

عـُينت أورورا وصيفة للإمبراطورة ألكسندرا فيودوروفنا الكبرى قرينة الإمبراطور نيكولاي الأول قيصر روسيا وسيدة بحجرتي نوم صاحبتى الجلالة الإمبراطورة الكسندرا فيودوروفنا الصغرى والإمبراطورة ماريا فيودوروفنا. جـُعلت سيدة لوسام سانت كاترين، وهو أعلى تكريم للسيدات في روسيا الإمبراطورية. أهداها يفغيني براتنسكي قصيدة باللغتين الروسية والفرنسية ("سيري وتنفسي إلهاماً فينا، يا سـَمية الفجر... الذين سوف تصبحين لهم شمس السعادة؟")، وكذلك فعل الشاعر ميخائيل ليرمنتوف ذات الأمر مع شقيقتها الكونتيسة إميليا موسين بوشكين. تزوجت في هلسنكي في 9 يناير 1836 من الأمير والكونت بافل نيكولايفيتش ديميدوف (1798-1840)، وهو سليل عائلة روسية تعود ثروتها الهائلة ثروة من مناجم في تاغيلسك نيجني، في الأورال. توفي زوجها في عام 1840، وتزوجت بعد ست سنوات من ضابط روسي هو العقيد أندريه نيكولايفيتش كرمزين، نجل المؤرخ نيكولاي كرامزين الذي لقي حتفه في حرب القرم عام 1854.
بعد وفاة زوجها الثاني، شغلت نفسها بالمسائل العملية لعزبتها في يارفنبا بإسبو، ومع اهتمامها المتزايد بالأعمال الخيرية. استخدمت أورورا ثروتها الهائلة، التي ورثتها من زوجها الأول، لإنشاء مؤسسات خيرية في هلسنكي، مثل المدارس والمطابخ العامة، ومؤسسة شماسة هلسنكي. كانت محسنة كبيرة في العديد من المدن مثل سان بطرسبيرغ وفلورنسا.
ابن أورورا الوحيد هو الأمير بافل بافلوفيتش ديميدوف (9 أكتوبر 1839 - 26 يناير 1885). وقد خلف عمه الأبتر أناتولي ديميدوف كثاني أمراء سان دوناتو في عام 1870.
تزوجت حفيدتها وسميتها الأميرة أورورا بافلوفنا ديميدوفا من أرسين كارادورديفيتش، أمير صربيا، وأصبح والدة الوصي اليوغسلافي الأمير بافله كارادورديفيتش. حفيدة أورورا يوغوسلافيا هي الأميرة إليزابيتا كارادورديفيتش، وهي سياسية في صربيا ووالدة الممثلة كاثرن أوكسنبيرغ.
توفيت في هلسنكي.

## وصلات خارجية
- البيت الأميري ديميدوف دي سان دوناتو
- http://www.geneall.net/U/per_page.php?id=174094